# Lingua niueana
La lingua niueana o lingua niveana (in niueano e vagahau Niuē) è una lingua polinesiana parlata a Niue, in Nuova Zelanda e in altre isole dell'oceano Pacifico.

## Parlanti
Il niueano era parlato da 2.240 persone a Niue (97,4% della popolazione) nel 1991, oltre che da migranti nelle Isole Cook, Nuova Zelanda e Tonga, per un totale di circa 8 000 locutori. La maggior parte degli abitanti di Niue è comunque bilingue e parla anche l'inglese.
Negli anni Novanta si stimava che il 70% dei parlanti niueano si trovassero in Nuova Zelanda.

## Classificazione
Il niueano appartiene al sottogruppo delle lingue maleo-polinesiache delle lingue austronesiane. È molto legato alla lingua tongana e, un po' meno strettamente, a lingue polinesiane come la lingua māori, la lingua samoana e la lingua hawaiiana. Insieme al tongano, formano il sottogruppo delle lingue tonghiche, come definito da Andrew Pawley nel 1966.
Secondo l'edizione 2009 di Ethnologue, la classificazione è la seguente:
- Lingue austronesiane
  - Lingue maleo-polinesiache
    - Lingue oceaniche
      - Lingue polinesiane
        - Lingue tonghiche
          - Lingua niueana

## Sistema di scrittura
Per la scrittura viene utilizzato l'alfabeto latino secondo l'ordine del sillabario polinesiano, similarmente ad altre lingue sorelle come maori, hawaiano e rapanui.
|   | F  | G  | H  | K  | L  | M  | N  | P  | T  | V  |
| - | -- | -- | -- | -- | -- | -- | -- | -- | -- | -- |
| A | fa | ga | ha | ka | la | ma | na | pa | ta | va |
| E | fe | ge | he | ke | le | me | ne | pe | te | ve |
| I | fi | gi | hi | ki | li | mi | ni | pi | ti | vi |
| O | fo | go | ho | ko | lo | mo | no | po | to | vo |
| U | fu | gu | hu | ku | lu | mu | nu | pu | tu | vu |

- Le vocali seguono il classico sistema polinesiano, con cinque vocali brevi e le loro cinque controparti lunghe per ogni sillaba possibile: ⟨Aa Ee Ii Oo Uu • Āā Ēē Īī Ōō Ūū⟩. Le sillabe lunghe portano l'accento tonico della parola, e non esistono consonanti finali o gruppi consonantici.
- ⟨G g⟩ rappresenta la nasale velare [ŋ] per influenza dell'alfabeto samoano, dato che i primi missionari cristiani portarono la bibbia da Samoa. Questa consonante tipica di molte lingue polinesiane talvolta appare trascritta con la lettera eng ⟨Ŋ ŋ⟩ come in rapanui, o con il digramma ⟨NG ng⟩ come in tongano e in māori.
- ⟨T t⟩ rappresenta l'equivalente italiana [t] davanti ad [a] ed [o], ma è in variazione libera con [s] davanti alle vocali [e] ed [i], e con [t̪~ʦ] davanti ad [u]. Ad esempio la municipalità di Avatele si pronuncia /avaˈsele/, e la parola tī, il tè, si pronuncia /siː/. Dunque la sequenza sillabica ⟨ta te ti to tu⟩ viene regolarmente pronunciata come "ta se si to tsu", ma naturalmente ha le dovute eccezioni nei prestiti linguistici moderni, come telefoni, il telefono, o tikulī, il diploma (dall'inglese "degree"), che si pronunciano come sono scritti.
- Alcuni testi riportano anche le lettere ⟨R r⟩ e ⟨S s⟩ alla fine dell'alfabeto per trascrivere nomi propri e ulteriori prestiti moderni, ma sono comunemente sostituite da ⟨L l⟩ e ⟨T t⟩ rispettivamente. Ad esempio la città di Gerusalemme e il monte Sion erano inizialmente traslitterati nella Bibbia come Ierusalema e Sīona, mentre più recentemente appaiono anche come Ielutalema e Tīona, senza un sostanziale cambio di pronuncia.
- Alcuni prestiti dal samoano, dal tongano e da altre lingue polinesiane che la possiedano nel proprio inventario, possono includere anche la consonante sorda detta pausa glottidale (come nel suono "oh-oh!"). In niueano viene rappresentata indifferentemente con un apostrofo latino, con la lettera hawaiana ʻokina o non trascritta affatto, ed è comunemente sostituita nel parlato da un semplice iato tra le due vocali vicine, come nel prestito tongano ulumotuʻa /ˌulu.moˈtuɁa/, il figlio maggiore, scritto in niueano anche ulumotua e pronunciato /ˌulu.moˈt̪u.a/.